# Skate Canada 2007
Navigation
Édition précédente Édition suivante
Le Skate Canada (ou Internationaux Patinage Canada) est une compétition internationale de patinage artistique qui se déroule au Canada au cours de l'automne. Il accueille des patineurs amateurs de niveau senior dans quatre catégories: simple messieurs, simple dames, couple artistique et danse sur glace.
Le trente-quatrième Skate Canada est organisé du 1er au 4 novembre 2007  au Colisée de Québec dans la province de Québec. Il est la deuxième compétition du Grand Prix ISU senior de la saison 2007/2008.

## Résultats

### Messieurs
| Rang | Nom                  | Pays               | Points | Programme court | Programme court | Programme libre | Programme libre |
| ---- | -------------------- | ------------------ | ------ | --------------- | --------------- | --------------- | --------------- |
| 1    | Brian Joubert        | France             | 213.62 | 1               | 78.05           | 2               | 135.57          |
| 2    | Kevin Van Der Perren | Belgique           | 202.55 | 5               | 66.11           | 1               | 136.44          |
| 3    | Jeffrey Buttle       | Canada             | 198.77 | 3               | 66.85           | 3               | 131.92          |
| 4    | Christopher Mabee    | Canada             | 192.20 | 4               | 66.50           | 5               | 125.70          |
| 5    | Vaughn Chipeur       | Canada             | 187.41 | 6               | 65.65           | 6               | 121.76          |
| 6    | Yannick Ponsero      | France             | 178.18 | 2               | 67.09           | 10              | 111.09          |
| 7    | Pavel Kaška          | République tchèque | 172.90 | 7               | 57.43           | 8               | 115.47          |
| 8    | Jeremy Abbott        | États-Unis         | 171.06 | 11              | 44.75           | 4               | 126.31          |
| 9    | Scott Smith          | États-Unis         | 169.97 | 8               | 56.09           | 9               | 113.88          |
| 10   | Jamal Othman         | Suisse             | 166.96 | 9               | 51.11           | 7               | 115.85          |
| 11   | Wu Jialiang          | Chine              | 153.45 | 10              | 47.51           | 11              | 105.94          |
| 12   | Geoffry Varner       | États-Unis         | 134.54 | 12              | 42.45           | 12              | 92.09           |

### Dames
| Rang | Nom              | Pays       | Points | Programme court | Programme court | Programme libre | Programme libre |
| ---- | ---------------- | ---------- | ------ | --------------- | --------------- | --------------- | --------------- |
| 1    | Mao Asada        | Japon      | 177.66 | 3               | 58.08           | 1               | 119.58          |
| 2    | Yukari Nakano    | Japon      | 169.43 | 4               | 55.94           | 2               | 113.49          |
| 3    | Joannie Rochette | Canada     | 168.18 | 5               | 55.48           | 3               | 112.70          |
| 4    | Emily Hughes     | États-Unis | 162.42 | 2               | 58.72           | 4               | 103.70          |
| 5    | Ashley Wagner    | États-Unis | 150.06 | 8               | 50.86           | 5               | 99.20           |
| 6    | Nana Takeda      | Japon      | 148.05 | 6               | 52.02           | 6               | 96.03           |
| 7    | Laura Lepistö    | Finlande   | 147.69 | 1               | 59.18           | 9               | 88.51           |
| 8    | Jelena Glebova   | Estonie    | 145.69 | 7               | 51.36           | 7               | 94.33           |
| 9    | Lesley Hawker    | Canada     | 136.55 | 9               | 46.96           | 8               | 89.59           |
| 10   | Cynthia Phaneuf  | Canada     | 129.17 | 10              | 46.02           | 10              | 83.15           |
| 11   | Alisa Drei       | Finlande   | 123.90 | 11              | 44.96           | 12              | 78.94           |
| 12   | Idora Hegel      | Croatie    | 120.32 | 12              | 40.38           | 11              | 79.94           |

### Couples
| Rang | Nom                               | Pays       | Points | Programme court | Programme court | Programme libre | Programme libre |
| ---- | --------------------------------- | ---------- | ------ | --------------- | --------------- | --------------- | --------------- |
| 1    | Aljona Savchenko / Robin Szolkowy | Allemagne  | 188.63 | 1               | 69.44           | 1               | 119.19          |
| 2    | Jessica Dubé / Bryce Davison      | Canada     | 174.20 | 2               | 63.12           | 2               | 111.08          |
| 3    | Yuko Kavaguti / Alexandre Smirnov | Russie     | 165.19 | 3               | 60.00           | 3               | 105.19          |
| 4    | Anabelle Langlois / Cody Hay      | Canada     | 156.67 | 4               | 53.98           | 4               | 102.69          |
| 5    | Tiffany Vise / Derek Trent        | États-Unis | 147.52 | 6               | 51.26           | 5               | 96.26           |
| 6    | Meagan Duhamel / Craig Buntin     | Canada     | 144.16 | 5               | 52.78           | 6               | 91.38           |

### Danse sur glace
| Rang    | Nom                                 | Pays       | Points | Danse imposée | Danse imposée | Danse originale | Danse originale | Danse libre | Danse libre |
| ------- | ----------------------------------- | ---------- | ------ | ------------- | ------------- | --------------- | --------------- | ----------- | ----------- |
| 1       | Tessa Virtue / Scott Moir           | Canada     | 197.07 | 1             | 36.25         | 1               | 61.20           | 1           | 99.62       |
| 2       | Anna Cappellini / Luca Lanotte      | Italie     | 171.57 | 2             | 32.23         | 2               | 53.90           | 3           | 85.44       |
| 3       | Pernelle Carron / Matthieu Jost     | France     | 167.83 | 4             | 28.27         | 3               | 52.43           | 2           | 87.13       |
| 4       | Allie Hann-McCurdy / Michael Coreno | Canada     | 152.16 | 7             | 25.51         | 6               | 47.75           | 4           | 78.90       |
| 5       | Ekaterina Bobrova / Dmitri Soloviev | Russie     | 151.97 | 6             | 25.72         | 4               | 49.53           | 6           | 76.72       |
| 6       | Kaitlyn Weaver / Andrew Poje        | Canada     | 148.77 | 8             | 25.07         | 8               | 45.74           | 5           | 77.96       |
| 7       | Nelli Zhiganshina / Alexander Gazsi | Allemagne  | 140.64 | 9             | 24.44         | 7               | 46.58           | 8           | 69.62       |
| 8       | Carolina Hermann / Daniel Hermann   | Allemagne  | 136.11 | 10            | 22.46         | 9               | 43.00           | 7           | 70.65       |
| 9       | Julia Zlobina / Alexei Sitnikov     | Russie     | 132.05 | 5             | 26.75         | 10              | 36.39           | 9           | 68.91       |
| Abandon | Melissa Gregory / Denis Petukhov    | États-Unis |        | 3             | 32.03         | 5               | 47.80           |             |             |

## Sources
- Résultats du Skate Canada 2007 sur le site de l'ISU
- Patinage Magazine N°110 (Décembre 2007-Janvier 2008)